# 장항잔교역
장항잔교역(長項棧橋驛)은 충청남도 서천군 장항읍 신창리에 위치한 장항항선의 철도역이었다.
현재 폐역으로, 역 구내는 방치되어 있다. 이 역은 장항항선과 연락운수를 위해 설치했던 역이었으며, 현재는 플랫폼만 남아있다.

## 역명 유래
일제시대 당시 장항항 연계를 위해 설치하여 붙인 명칭이다.

## 연혁
- 1933년 10월 20일 : 보통역으로 영업 개시[1]
- 1938년 10월 31일 : 장항항선 영업 중지로 폐역[출처 필요]